# Сандро Амінашвілі
Сандро Амінашві́лі (груз. სანდრო ამინაშვილი; нар. 21 лютого 1992, Тбілісі) — грузинський борець вільного стилю, бронзовий призер чемпіонату світу, срібний та бронзовий призер чемпіонату Європи, бронзовий призер Європейських ігор, бронзовий призер Кубку світу, учасник Олімпійських ігор.

## Життєпис
Боротьбою почав займатися з 2003 року. У 2009 році став срібним призером чемпіонату Європи серед кадетів. У 2011 році завоював чемпіонський титул на чемпіонаті світу серед юніорів.
Тренер — Емцарі Беденейшвілі.

## Спортивні результати на міжнародних змаганнях

### Виступи на Олімпіадах
| Змагання                    | Збірна | Вагова категорія          | Місце |
| --------------------------- | ------ | ------------------------- | ----- |
| Літні Олімпійські ігри 2016 | Грузія | вільна боротьба, до 86 кг | 14    |

### Виступи на Чемпіонатах світу
| Змагання                        | Збірна | Вагова категорія          | Місце  |
| ------------------------------- | ------ | ------------------------- | ------ |
| Чемпіонат світу з боротьби 2015 | Грузія | вільна боротьба, до 86 кг | Бронза |
| Чемпіонат світу з боротьби 2018 | Грузія | вільна боротьба, до 86 кг | 17     |
| Чемпіонат світу з боротьби 2019 | Грузія | вільна боротьба, до 86 кг | 18     |
| Чемпіонат світу з боротьби 2021 | Грузія | вільна боротьба, до 86 кг | 14     |

### Виступи на Чемпіонатах Європи
| Змагання                         | Збірна | Вагова категорія          | Місце  |
| -------------------------------- | ------ | ------------------------- | ------ |
| Чемпіонат Європи з боротьби 2018 | Грузія | вільна боротьба, до 86 кг | Бронза |
| Чемпіонат Європи з боротьби 2019 | Грузія | вільна боротьба, до 86 кг | 12     |
| Чемпіонат Європи з боротьби 2021 | Грузія | вільна боротьба, до 86 кг | Срібло |

### Виступи на Європейських іграх
| Змагання              | Збірна | Вагова категорія          | Місце  |
| --------------------- | ------ | ------------------------- | ------ |
| Європейські ігри 2015 | Грузія | вільна боротьба, до 86 кг | Бронза |
| Європейські ігри 2019 | Грузія | вільна боротьба, до 86 кг | 9      |

### Виступи на Кубках світу
| Змагання                    | Збірна | Вагова категорія          | Місце  |
| --------------------------- | ------ | ------------------------- | ------ |
| Кубок світу з боротьби 2016 | Грузія | вільна боротьба, до 86 кг | Бронза |
| Кубок світу з боротьби 2022 | Грузія | команда                   | 4      |

### Виступи на інших змаганнях
| Змагання                                                       | Збірна | Вагова категорія          | Місце  |
| -------------------------------------------------------------- | ------ | ------------------------- | ------ |
| Турнір Степана Саргісяна 2012                                  | Грузія | вільна боротьба, до 84 кг | 5      |
| Турнір Степана Саргісяна 2013                                  | Грузія | вільна боротьба, до 84 кг | 5      |
| Інтерконтинентальний кубок з боротьби 2013                     | Грузія | вільна боротьба, до 84 кг | 5      |
| Вогні Москви 2013                                              | Грузія | вільна боротьба, до 84 кг | Срібло |
| Кубок Тахті 2014                                               | Грузія | вільна боротьба, до 86 кг | 13     |
| Меморіал Вацлава Циолковського 2015                            | Грузія | вільна боротьба, до 86 кг | 15     |
| Кубок Алроси 2015                                              | Грузія | вільна боротьба, до 86 кг | Бронза |
| Золотий Гран-прі з боротьби 2015                               | Грузія | вільна боротьба, до 86 кг | Бронза |
| Турнір Олександра Медведя 2016                                 | Грузія | вільна боротьба, до 86 кг | 5      |
| Кубок мера Пуна з боротьби 2016                                | Грузія | вільна боротьба, до 86 кг | 7      |
| Кубок Європейських націй з боротьби 2016                       | Грузія | команда                   | Золото |
| Турнір Олександра Медведя 2017                                 | Грузія | вільна боротьба, до 86 кг | Бронза |
| Турнір Степана Саргісяна 2017                                  | Грузія | вільна боротьба, до 86 кг | 11     |
| Міжнародний турнір Дінмухамеда Кунаєва 2017                    | Грузія | вільна боротьба, до 86 кг | Срібло |
| Гран-прі «Іван Яригін» 2018                                    | Грузія | вільна боротьба, до 86 кг | 14     |
| Київський Міжнародний турнір з боротьби 2018                   | Грузія | вільна боротьба, до 86 кг | 9      |
| Турнір Дана Колова — Николи Петрова 2018                       | Грузія | вільна боротьба, до 86 кг | 16     |
| Турнір Г. Картозія і В. Балавадзе 2018                         | Грузія | вільна боротьба, до 86 кг | 5      |
| Відкритий чемпіонат Польщі з боротьби 2018                     | Грузія | вільна боротьба, до 86 кг | 15     |
| Турнір Аланії з боротьби 2018                                  | Грузія | вільна боротьба, до 86 кг | 16     |
| Henri Deglane Challenge 2019                                   | Грузія | вільна боротьба, до 86 кг | 8      |
| Турнір Дана Колова — Николи Петрова 2019                       | Грузія | вільна боротьба, до 86 кг | 29     |
| Київський Міжнародний турнір з боротьби 2019                   | Грузія | вільна боротьба, до 86 кг | 10     |
| Турнір Г. Картозія і В. Балавадзе 2019                         | Грузія | вільна боротьба, до 86 кг | Бронза |
| Турнір Яшара Догу 2020                                         | Грузія | вільна боротьба, до 86 кг | Бронза |
| Олімпійський кваліфікаційний турнір з боротьби 2020 (Будапешт) | Грузія | вільна боротьба, до 86 кг | 8      |
| Олімпійський кваліфікаційний турнір з боротьби 2020 (Софія)    | Грузія | вільна боротьба, до 86 кг | 11     |
| Меморіал Вацлава Циолковського 2021                            | Грузія | вільна боротьба, до 86 кг | Срібло |
| Турнір Олександра Медведя 2021                                 | Грузія | вільна боротьба, до 92 кг | 8      |
| Турнір Дана Колова — Николи Петрова 2022                       | Грузія | вільна боротьба, до 86 кг | Срібло |
| Меморіал Маттео Пелліконе 2022                                 | Грузія | вільна боротьба, до 86 кг | 11     |
| Турнір Степана Саргісяна 2023                                  | Грузія | вільна боротьба, до 86 кг | Бронза |

### Виступи на змаганнях молодших вікових груп
| Змагання                                       | Збірна | Вагова категорія           | Місце  |
| ---------------------------------------------- | ------ | -------------------------- | ------ |
| Чемпіонат Європи з боротьби серед кадетів 2009 | Грузія | вільна боротьба, до 76 кг  | Срібло |
| Кубок світу з боротьби серед юніорів 2011      | Грузія | вільна боротьба, до 84 кг  | 5      |
| Чемпіонат світу з боротьби серед юніорів 2011  | Грузія | пляжна боротьба, до M80 кг | Золото |
| Чемпіонат Європи з боротьби серед юніорів 2012 | Грузія | вільна боротьба, до 84 кг  | 5      |